# Aqua Dots
Aqua Dots é um brinquedo pertencente a linha Bindeez, fabricado na China pela empresa LongJump, composto por centenas de bolinhas de cores vivas que podem ser dispostas para tomar a forma que a criança desejar e se unem quando molhadas com água.
Foi objeto de um recall, após a internação de cinco crianças que foram hospitalizadas depois de engolir as pequenas miçangas que compõe o brinquedo.
As bolinhas deveriam ser revestidas com uma cola não-tóxica à base de 1,5 pentanodiol, mas um lote na Austrália foi recoberto com 1,4 butanodiol, um produto bem mais barato mas que, no corpo humano, é transformado em GHB (ácido gama-hidroxibutírico), droga conhecida como “ecstasy líquido”, que é usada em estupros facilitados por drogas em um golpe conhecido como "Boa Noite Cinderela".
O brinquedo era extremamente popular nos Estados Unidos e na Austrália, sendo que em 2007, Bindeez foi escolhido como "O Brinquedo do Ano" na Austrália.